# Muncancer
Muncancer är cancer som utgår från munnen, och kan drabba läppar, munhåla, insidan av kinderna, tandköttet, tungan, spottkörtlarna och gomen. Muncancer är den åttonde  vanligaste cancerformen i världen.
Muncancer är vanligen skivepitelcancer, och vanligen drabbas läpparna först. Symtom på muncancer är lokala sår i munnen som inte läker, klumpar, vita (leuplaki) eller röda områden, lösa tänder och tandlossning, smärta, svårigheter att tugga och svälja (dysfagi), halsont och stelhet i käken. blödningar i munnen, och ont i öronen.
Riskfaktorer är rökning, snus, tuggtobak, hög  alkoholkonsumtion och Humant papillomvirus(HPV). En person som både använder tobak och dricker mycket alkohol löper större risk än  om personen enbart använder tobak eller överkonsumerar alkohol. I västvärlden har muncancer till följd av rökning minskat i takt med att rökning blivit mindre vanligt, men å andra sidan har det skett en ökning av HPV-relaterad muncancer, som troligen beror på förändrade oralsexuella beteenden. Muncancer kan också, liksom hudcancer, relateras till solexponering. Vidare kan ses ett visst samband med dålig kosthållning. Det finns ärftliga faktorer bakom att låggradigt maligna tumörer i munnen utvecklas till aggressiv cancer.
Diagnos ställs genom en fysisk undersökning och biopsi. Med endoskopi, röntgenundersökning, positronemissionstomografi (PET) och magnetisk resonanstomografi (MRT) med mera, kan man se hur långt framskriden cancern är.